# Xã Branch, Quận Schuylkill, Pennsylvania
Xã Branch (tiếng Anh: Branch Township) là một xã thuộc quận Schuylkill, tiểu bang Pennsylvania, Hoa Kỳ. Năm 2010, dân số của xã này là 1.840 người.